# Карла дель Понте
Карла дель Понте (італ. Carla Del Ponte, нар. 9 лютого 1947, Лугано, Швейцарія) — швейцарська юристка та політична діячка. Колишня генеральна прокурорка Швейцарії, прокурорка Міжнародного трибуналу ООН щодо колишньої Югославії і Міжнародного трибуналу ООН щодо Руанди. З 2008 до 2011 амбасадорка Швейцарії в Аргентині.

## Біографія
Карла дель Понте народилася 1947 року в місті Лугано в італомовній частині Швейцарії. Вивчала право в університетах Берна, Женеви і Лондона. 1972 року здобула ступінь магістра права і влаштувалася на роботу в одну з юридичних фірм. 1975 року відкрила власну юридичну компанію.
1981 року дель Понте розпочала роботу в апараті окружного прокурора Лугано. За розслідування, пов'язані з відмиванням грошей, контрабандою зброї, міжнародною наркоторгівлею, а також в цілому за безкомпромісну боротьбу з організованою злочинністю отримала прізвисько «Карліта-Чума» (італ. Carlita La Pesta). Свою роботу вона вела в тісному контакті з італійським суддею Джованні Фальконе, загиблим 1992 року від вибуху, організованого сицилійською мафією.
1994 року дель Понте була призначена генеральною прокуроркою Швейцарії. Широку популярність їй принесла справа про підозру в корупції в оточенні першого президента РФ Бориса Єльцина (відома як «справа Mabetex»): стверджувалося, що представники російського керівництва отримували хабарі від швейцарської будівельної фірми, очолюваної майбутнім президентом Республіки Косово Бехджетом Пацоллі, що отримала великий контракт на реконструкцію будівель московського Кремля. Це була не єдина її гучна справа на посаді генпрокурорки: свого часу вона заморозила рахунки колишнього прем'єр-міністра Пакистану Беназір Бхутто і домоглася арешту 118 мільйонів доларів на рахунках брата колишнього президента Мексики Рауля Салінаса.
У серпні 1999 року Рада Безпеки ООН призначила її обвинувачкою в Міжнародний трибунал щодо колишньої Югославії (МТКЮ), що розслідував військові злочини в ході Балканських конфліктів, а також до Міжнародного трибуналу щодо Руанди (МТР), який займався розслідуванням геноциду в Руанді. На ці посадах вона змінила Луїзу Арбур.
2003 року, не домігшись серйозного успіху в МТР, дель Понте цілком присвятила себе справі колишньої Югославії. Слухання боку звинувачення тривали з 2002 до 2004 року, а зі серпня почалися слухання захисту. Головний обвинувачений, Слободан Мілошевич, відмовився від адвоката і представляв свої інтереси сам. Слухання МТКЮ багаторазово переривалися через погіршення здоров'я підсудного, а в березні 2006 року Мілошевич помер у в'язниці від зупинки серця. Довести його провину так і не вдалося. Після цього увагу обвинувачки було перенесено на лідерів боснійських сербів Ратко Младича і Радована Караджича, що звинувачувалися в масових вбивствах у Сребрениці. Ратко Младича затримали сербські спецслужби й видали Гаазькому трибуналу в червні 2011 року. Її твердження заперечувала боснійська правозахисниця Бакіра Хасечич, вважаючи, що прокурори не мали доказів для пред'явлення таких звинувачень при складанні свого висновку, оскільки жодних свідків не було.
Зрештою 30 січня 2007 року дель Понте залишила пост прокурорки в МТКЮ. З 2008 по 2011 рік обіймала посаду амбасадорки Швейцарії в Аргентині.
2008 року дель Понте випустила книгу «Полювання. Я і військові злочинці», у якій розповідає про випадки вирізання та продажу органів у живих сербських полонених косовськими албанцями. У цій роботі вона звинувачує в протидії трибуналу не тільки Белград, але також і ЦРУ, ООН, Вашингтон і НАТО.
З вересня 2012 до серпня 2017 року Карла дель Понте входила міжнародної комісії з розслідування подій в Сирії під егідою Верховного комісара ООН з прав людини. У травні 2013 року вона заявила, що саме антиурядові формування застосовують хімічну зброю під час громадянської війни. Ця думка була діаметрально протилежною думці більшості європейських політиків, що звинувачували в застосуванні хімічної зброї урядові війська. 6 серпня 2017 року дель Понте склала повноваження членкині комісії в зв'язку з тим, що Рада безпеки ООН не дала ходу матеріалам комісії.

## Приватне життя
Карла дель Понте розлучена. Має сина, який не веде публічне життя.